# Bohuslav Chňoupek

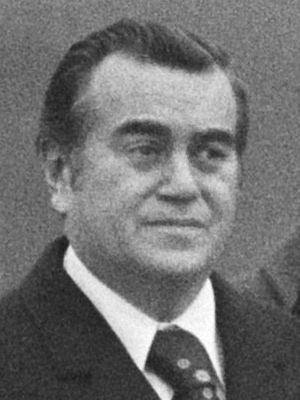
Bohuslav Chňoupek (1975)

Bohuslav Chňoupek (* 10. August 1925 in Petržalka (heute Stadtteil von Bratislava); † 28. Mai 2004 in Prag) war ein tschechoslowakischer Politiker, Diplomat und Schriftsteller. Er war als Außenminister der Tschechoslowakei von 1971 bis 1988 eine der prägenden Gestalten der Normalisierung zwischen Prager Frühling und der Samtenen Revolution.

## Leben
Chňoupeks Eltern arbeiteten in der öffentlichen Verwaltung. Seine Schulzeit verbrachte er in Bratislava. Sein Studium  an der Hochschule für Wirtschaftswissenschaften in Bratislava von 1946 bis 1950 schloss er als Diplom-Ingenieur ab. Bereits 1945 wurde er Mitglied der Kommunistischen Partei der Tschechoslowakei (KSČ) und wurde noch während des Studiums nach dem Februarumsturz 1948 Redakteur der kommunistischen Propagandazeitschrift Borba. Nach seinem Studium war er bis 1958 für die Zeitung Smena tätig, ab 1958 für die slowakische Pravda, für die er von 1960 bis 1965 als Auslandskorrespondent aus der Sowjetunion berichtete. Danach war er Redakteur des Magazins Predvoj.
1967 wechselte er in die Politik, anfangs bis April 1968 als stellvertretender Minister für Kultur und Information. Nach der Niederschlagung des Prager Frühlings wurde er Mitglied des Zentralkomitees der Kommunistischen Partei und bekam wichtige Funktionen übertragen, 1969 zunächst als Direktor des staatlichen Rundfunks, 1970 dann als Botschafter in der Sowjetunion und schließlich ab 1971 als Außenminister, ein Amt, das er bis 1988 behielt. In dieser Zeit saß er als gebürtiger Slowake für tschechische Wahlkreise im Parlament. Er war ein treuer Vertreter sowjetischer Positionen bis hin zur Perestroika. Nach der Wende saß er wegen Vorwürfen des Amtsmissbrauchs ein halbes Jahr im Gefängnis.